# Macocola
Macocola é uma vila e comuna angolana que se localiza na província de Uíge, pertencente ao município de Milunga.